# Igelstrem
Igelstrem (Igelström) – herb szlachecki.

## Opis herbu
W polu czerwonem – na rzece wężykowatej srebrnej prawo-ukośnej, pięć czarnych kroczków czy pijawek w kierunku pasa: dwa, jeden i dwa. Nad tarczą trzy hełmy: nad pierwszym z koroną baronowską o siedmiu pałkach – dwa skrzydła barkami w lewo, nad drugim z koroną szlachecką łabędź biały z czarnym kroczkiem czy pijawką w dziobie czerwonym, nad trzecim z koroną baronowską o siedmiu pałkach – dwa skrzydła barkami w prawo.

## Najwcześniejsze wzmianki
Rodzina szwedzka, nobilitowana w r. 1645, osiadła w XVII w. w Inflantach, przypuszczona w r. 1768 do indygenatu polskiego. z tytułem baronowskim. Jedna jej gałąź otrzymała tytuł hrabiowski w Saksonii w r. 1792.

## Herbowni
Jedna rodzina herbownych (herb własny):
Igelstrem.